# Motorola C168

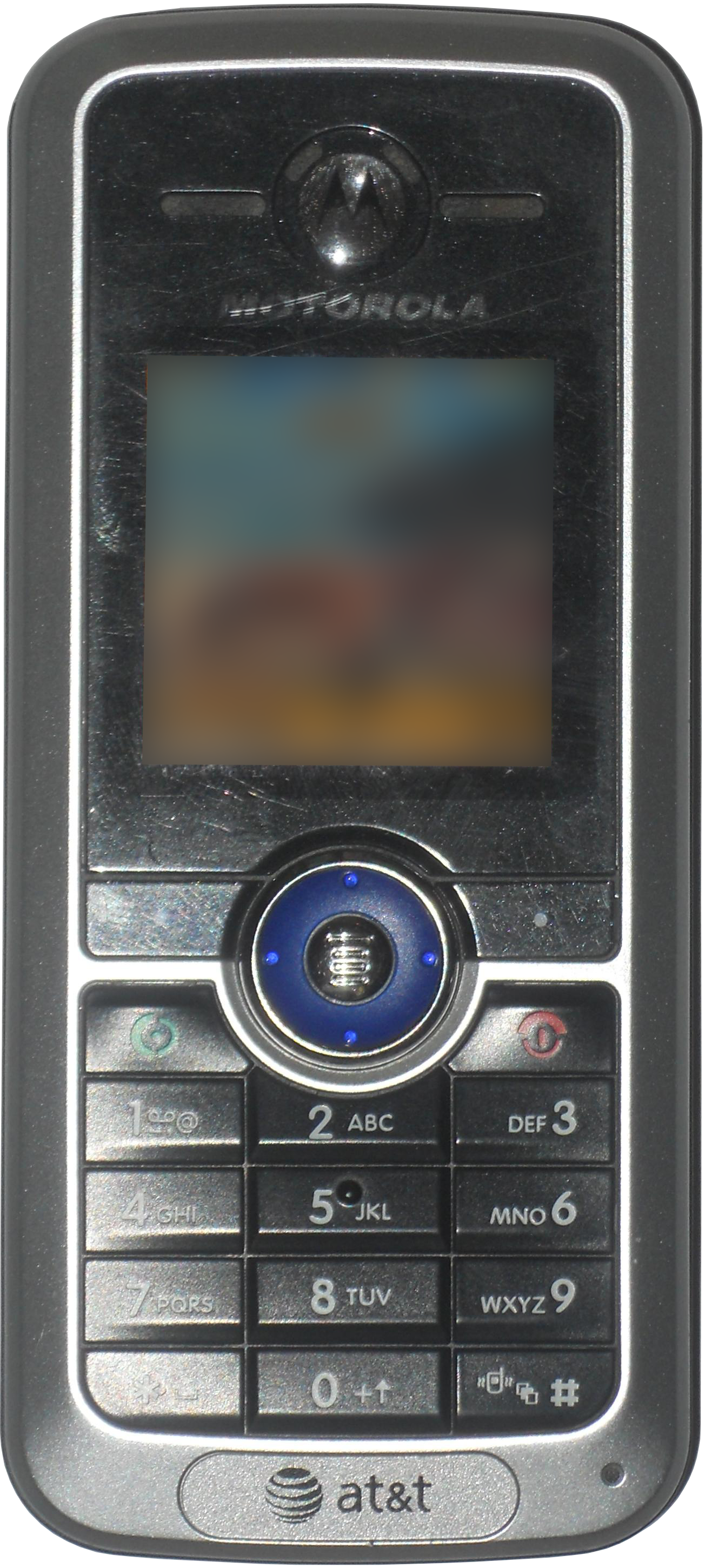
C168

Motorola C168 là một điện thoại di động giá thấp hoạt động trên băng tần GSM 850/1900, sản xuất bởi Motorola. Nó ra mắt vào quý I năm 2005.

## Chức năng chính
- Tải hình nền, nhạc chông, trình bảo vệ màn hình.
- Nhắn tin đa phương tiện MMS và SMS
- WAP 2.0 và GPRS để truy cập Internet.
- Đài FM